# Costa Valle Imagna

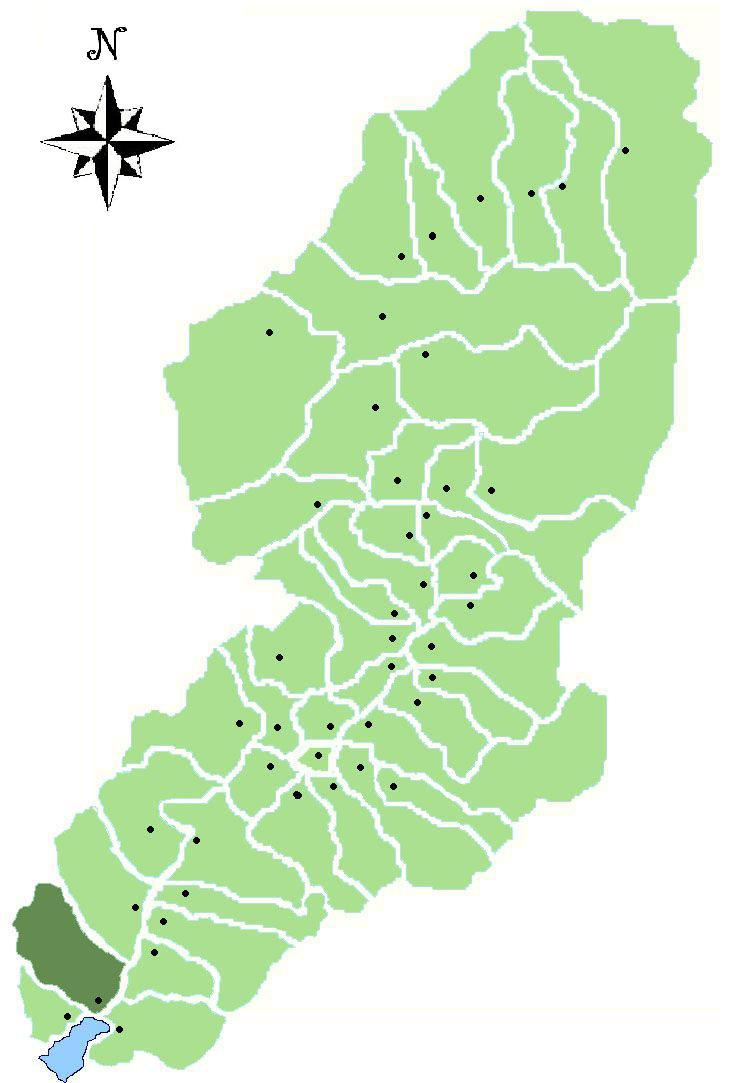
Costa Volpino ở Valle Camonica

Costa Volpino là một đô thị ở tỉnh Bergamo, vùng Lombardia, Italia. Đô thị giáp ranh là Lovere và Rogno.

## Biến động dân số
Bản mẫu:Comuni of Val Camonica
Bản mẫu:Lago d'Iseo